# Volo Air Illinois 710
Il volo Air Illinois 710 era un volo passeggeri regionale partito da Chicago e diretto a Carbondale, Illinois. La notte dell'11 ottobre 1983 l'Hawker Siddeley HS 748 che operava il volo si schiantò vicino a Pinckneyville a causa della cattiva gestione da parte dell'equipaggio di un problema all'impianto elettrico. Tutti i 10 occupanti, tra passeggeri (7) ed equipaggio (3), rimasero uccisi nell'incidente.
L'equipaggio era composto dal comandante Lester R. Smith, (32) e dal primo ufficiale Frank S. Tudor (28).

## L'incidente
Il volo partì da Chicago a Springfield senza alcun problema, ma quando atterrò all'aeroporto di Springfield l'Hawker Siddley aveva subito un ritardo di 45 minuti. Alle 20:20 ora locale decollò da Springfield. Circa 1,5 minuti dopo il decollo, i piloti segnalarono un "lieve problema elettrico" e che avrebbero tenuto "avvertito" il controllo del traffico aereo. L'NTSB concluse che il primo ufficiale aveva erroneamente isolato il generatore destro invece del sinistro, poiché il generatore destro aveva già sofferto in precedenza di problemi di manutenzione. Dodici minuti dopo il decollo il primo ufficiale riferì al comandante che il generatore sinistro era "totalmente morto" e che il generatore destro stava producendo tensione, ma non sarebbe rimasto attivo a lungo. Circa 20 minuti dopo il decollo, l'equipaggio spense le luci in eccesso nella cabina, ma non era riuscito a ridurre il carico elettrico complessivo sulla batteria dell'aereo. Alla fine la batteria si esaurì, di conseguenza la strumentazione di volo e le apparecchiature radio e di navigazione si guastarono. Alle 20:52 il capitano decise di scendere a quota 2.400 piedi, e da lì l'aereo scese lentamente verso un'area di pascolo collinare mentre il copilota dovette servirsi di una torcia per determinare la posizione dell'aereo. L'equipaggio potrebbe aver tentato un atterraggio forzato prima dello schianto, o un pilota disorientato potrebbe aver scambiato delle luci per l'illuminazione per l'avvicinamento all'aeroporto di Carbondale. Quale che sia la verità tutti e dieci gli occupanti morirono.
L'aereo fu sentito dal signor John Fisher e da sua moglie girare intorno alla loro proprietà un paio di volte. La signora Fisher disse che stava piovendo abbastanza forte al momento dell'impatto. Dichiarò: "L'aereo ha girato per due volte. Ha fatto molto più rumore la seconda volta. Corsi sul portico sul retro. Ho visto un lampo e ho sentito molto rumore. [John ed io] sentivamo odore di gas e carburante.' È stato riferito che il "lampo" è stato un breve lampo di fiamma del carburante che fuoriusciva e che non si era verificata alcuna esplosione. Le varie vittime si erano sparse per un raggio di un quarto di miglio dal luogo dell'incidente. Le parti più grandi mai recuperate erano il vano bagagli e la sezione della ruota del carrello d'atterraggio.

## Le indagini
Gli investigatori dell'NTSB stabilirono come probabile causa "la decisione del comandante di continuare a volare verso l'aeroporto di destinazione dopo la perdita di corrente continua da entrambi i generatori dell'aeromobile invece di tornare al vicino aeroporto di partenza. La sua decisione è stata influenzata negativamente da fattori psicologici auto-imposti che lo hanno portato a valutare in modo inadeguato l'autonomia della batteria dell'aeromobile dopo la perdita di potenza del generatore e l'entità dei rischi connessi al proseguimento verso l'aeroporto di destinazione. Alla causa dell'incidente hanno contribuito il mancato approvvigionamento da parte della direzione della compagnia aerea e da parte della FAA assicurare un adeguato programma di addestramento periodico dell'equipaggio di condotta della compagnia che contribuì all'incapacità del comandante di valutare correttamente la durata della batteria dell'aeromobile prima di prendere la decisione di proseguire il volo, che a sua volta portò all'incapacità del comandante Smith e del primo ufficiale Tudor di far fronte prontamente e correttamente con il malfunzionamento elettrico dell'aereo".
L'indagine rivelò che il capitano Smith, considerato un "pilota medio", era un "operatore individuale" che non gradiva il contributo del copilota, e aveva fretta di tornare a Carbondale dopo essere stato in servizio tutto il giorno. Sul rapporto gli investigatori dichiararono che il capitano aveva l'abitudine di violare le norme di sicurezza per arrivare in tempo, arrivando persino a disabilitare i dispositivi di sicurezza per aumentare la velocità dell'aereo.
Un investigatore, Patricia A. Goldman, presentò una dichiarazione concorde/dissidente. "Sebbene il verbale dell'incidente identifichi correttamente l'addestramento e la sua supervisione, ritengo che l'inclusione di questi elementi nella dichiarazione di probabile causa oscuri e sminuisca il motivo fondamentale per cui si è verificato l'incidente e la lezione di sicurezza relativa. Il pilota non avrebbe mai dovuto proseguire il volo verso la destinazione aeroporto, ma avrebbe dovuto tornare al vicino aeroporto dopo essersi reso conto dell'interruzione dell'elettricità in forma di corrente continua."

## Nella cultura di massa
L'incidente del volo Air Illinois 710 è stato presentato nella ventiduesima stagione della trasmissione canadese Indagini ad alta quota, nell'episodio intitolato Tempesta in arrivo.